# Tibetaanse sport

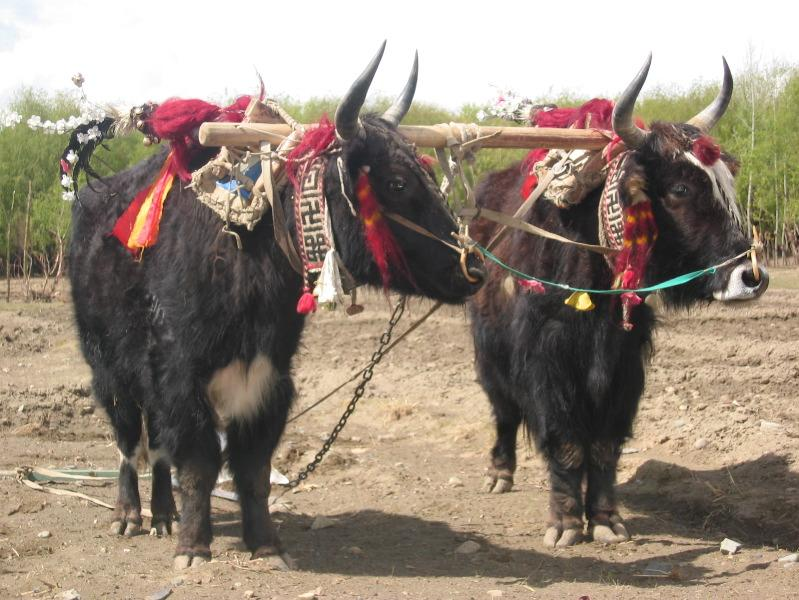
Jakrace is een populaire sport in Tibet

Sport in Tibet is traditioneel beperkt tot een aantal sporten, zoals paardenraces, polo, boogschieten, worstelen en jakraces. Verder zijn er van oudsher Tibetaanse krijgskunsten, als boabom, kateda, lama, tescao en qi dao. Begin 21e eeuw zijn ook andere sporten in populariteit toegenomen, waaronder basketbal, cricket, polo, atletiek en voetbal. Meer hobbymatig wordt veel geschaakt en mahjong gespeeld.

## Jakrace
Jakraces worden die meestal uitgevoerd wordt tijdens traditionele festivals. Een competitiespeler klimt op de rug van een jak en rent ermee naar het andere eind van het raceparcours. Jaks kunnen snel rennen over korte afstanden. De winnaar krijgt gewoonlijk een khata (een traditionele Tibetaanse sjaal) en prijzengeld.

## Voetbal
Sinds 1999 heeft Tibet een nationaal voetbalelftal en een eigen voetbalbond, die niet erkend wordt door de FIFA. Bondscoach Kelsang Döndrub vond zijn voetballers vooral in de Indiase competities.
In april 2008 kwam dit team in het nieuws, omdat het zou worden getraind door de Nederlandse voetbaltrainer Foppe de Haan. Dit was een project dat gezien werd als ontwikkelingshulp, met het doel de spelers zelf training te kunnen laten geven aan jonge Tibetanen. Vanwege de vele media-aandacht en de politieke lading die het daardoor kreeg, zag De Haan ervan af en verving Maarten de Jong hem. Tijdens de trainingstages in Nederland van 15-20 april en van 13-18 mei speelde het elftal tegen de Nederlandse voetbalverenigingen VDL-Maassluis, RKVV Jeka en de gastclub MVV '27.

## Great Tibetan Marathon
De Great Tibetan Marathon is een jaarlijks terugkerende marathon in de Himalaya in Noord-India, ook wel bekend als klein Tibet.
De marathon is bijzonder gezien het feit dat hij plaatsvindt op een hoogte van 3500 meter. Vanwege de grote hoogte is het zuurstofgehalte in de lucht extreem laag, waardoor de marathon een extra uitdaging is. De marathon koerst door natuurschoon in een spirituele Tibetaans boeddhistische omgeving. De start vindt plaats door middel van het blazen op grote boeddhistische dungchen-hoorns en alle lopers worden tevoren gezegend door boeddhistische monniken die ook dienstdoen als helpers tijdens de wedstrijd.

## Olympische Spelen

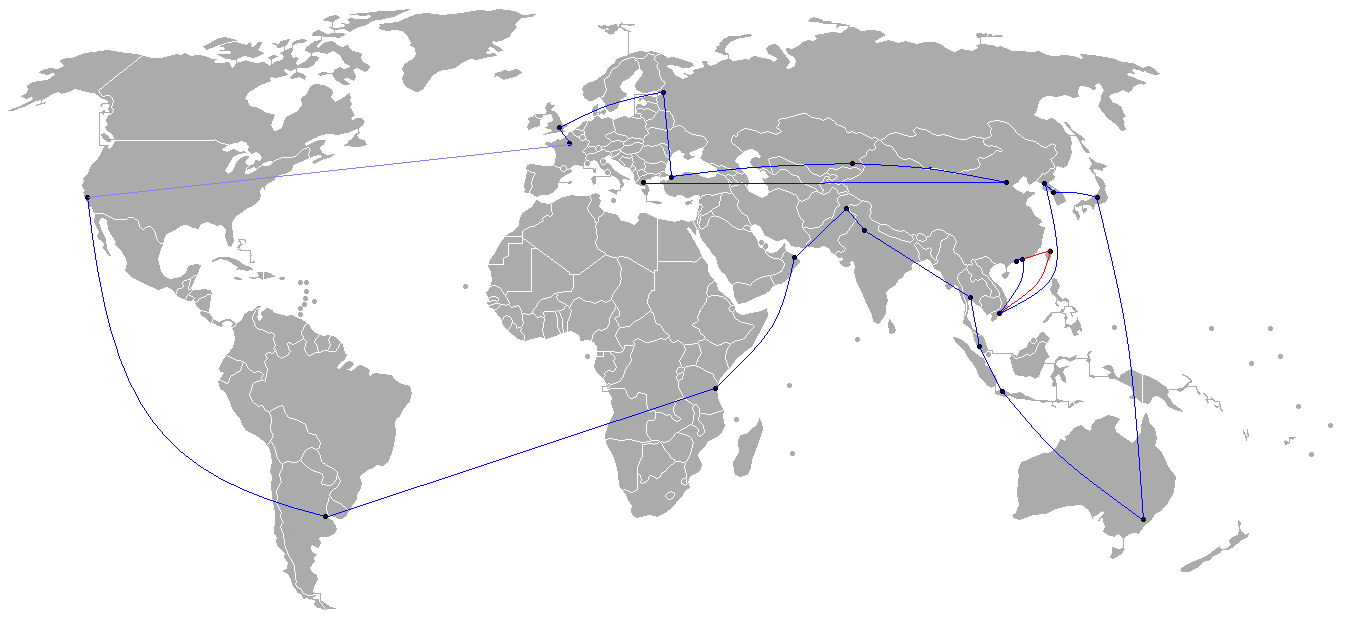
Route van de Olympische fakkeltocht door onder andere Tibet

Tibet speelt niet als natie mee op de Olympische Zomerspelen 2008 die in Peking worden gehouden. Tibetanen in ballingschap hadden hiervoor het Tibetaanse Olympisch Comité (TOC) opgericht. Eind 2007 daagde het TOC het Internationaal Olympisch Comité in het Zwitserse Lausanne voor de rechter om het Team Tibet – rond de dertig buiten Tibet wonende sporters – toe te laten tot de Spelen. In het verleden deden de toenmalige Britse kolonie Brits-Indië, de Nederlandse kolonie Suriname en enkele andere deelstaten zoals Oost-Timor en Hongkong wel op eigen titel mee.
Daarnaast stuitte de fakkeltocht over de wereld met de olympische vlam op felle protesten wegens de schendingen van de mensenrechten in Tibet, dat dat jaar de Olympische Zomerspelen organiseert.

## Filmografie
- De cup, een film van Khyentse Norbu uit 1999
- Het verboden elftal, een documentaire van Rasmus Dinesen uit 2003